# Rio San Antonio

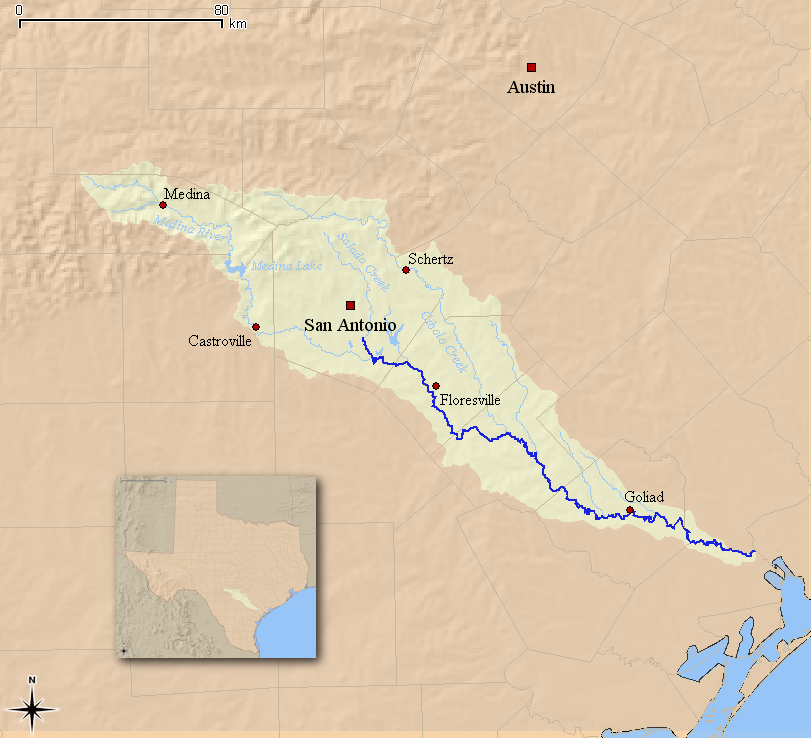

O rio San Antonio é um rio localizado no Texas, Estados Unidos, afluente do rio Guadalupe. É uma das principais vias navegáveis que se origina na região central do Texas. O rio tem 240 km de extensão e atravessa cinco condados: Bexar, Goliad, Karnes, Refugio e Wilson.